# Xtoh Mons
Lo Xtoh Mons è una struttura geologica della superficie di Venere.